# Harry Hannus

Harry Hannus, 1971

Harry Hans Erik Hannus (* 20. Dezember 1949 in Porvoo) ist ein ehemaliger finnischer Radrennfahrer.
Harry Hannus war im Straßenradsport aktiv. Er war vom Ende der 1960er Jahre bis Mitte der 1980er Jahre als Amateur-Radrennfahrer aktiv. Insgesamt errang er 28 nationale Titel, auf Straße und Bahn. Allein zehnmal wurde er finnischer Meister im Einzelzeitfahren und war damit der beste finnische Radsportler seiner Zeit.
1969 gewann Hannus eine Etappe des britischen Milk Race, 1971 wurde er Zweiter der Skandinavischen Meisterschaften  im Straßenrennen, 1975 Zweiter  und 1977 Dritter der Gesamtwertung der Berliner Etappenfahrt, die er 1980 schließlich gewann. Zehnmal nahm er an UCI-Straßen-Weltmeisterschaften teil; seine beste Platzierung war der vierte Platz bei den Straßen-WM 1977 in San Cristóbal. 1982 gewann er bei den Skandinavischen Meisterschaften das Mannschaftszeitfahren, gemeinsam mit Patrick Wackström, Harri Hedgren und Kari Myyryläinen. Sechsmal startete er bei der Internationalen Friedensfahrt, bei seinem letzten Start 1978 erreichte er mit Rang 29 im Gesamtklassement seine beste Platzierung in der Rundfahrt.
Harry Hannus nahm an vier Olympischen Spielen teil. 1972 in München startete er im olympischen Straßenrennen  sowie im Mannschaftszeitfahren, 1976 im olympischen Straßenrennen und in der Mannschaftsverfolgung sowie 1980 in Moskau und 1984 in Los Angeles in Straßenrennen und Mannschaftszeitfahren. Sein bestes Einzelergebnis war der zwölfte Platz im olympischen Straßenrennen, sein bestes Mannschaftsergebnis der siebte Platz im Mannschaftszeitfahren, beides 1980 in Moskau. Mit dem Porvoon ajot gewann er von 1972 bis 1978 sowie 1980 und 1983 das älteste finnische Eintagesrennen.
Hannus startete wie viele erfolgreiche Radrennfahrer Finnlands für den Verein Porvoon Akilles.